# Сугимото, Кэнъю
Кэнъю Сугимото (яп. 杉本 健勇; 18 ноября 1992, Осака) — японский футболист, нападающий клуба «Джубило Ивата», выступающий на правах аренды за «Иокогама Ф. Маринос».

## Клубная карьера
Кэню Сугимото — воспитанник клуба «Сересо Осака» из своего родного города. 23 июля 2011 года Сугимото дебютировал в Джей-лиге 1, выйдя на замену в самой концовке домашнего поединка против «Симидзу С-Палс». 24 августа того же года он забил свой первый гол на высшем уровне, сократив отставание в счёте в гостевой игре с командой «Иокогама Ф. Маринос». В конце марта 2012 года Сугимото был отдан в аренду клубу Джей-лиги 2 «Токио Верди», где он отыграл до середины июля, проведя 18 матчей в чемпионате и забив при этом 5 мячей.
В сезоне 2015 Сугимото выступал за клуб Джей-лиги 1 «Кавасаки Фронтале». 23 мая 2015 года он сделал дубль в домашней встрече с клубом «Саган Тосу». С начала 2016 года Кэню Сугимото вновь представляет «Сересо Осаку», играющую в Джей-лиге 2.

## Карьера в сборной
В составе юношеской сборной Японии Кэнъю Сугимото выступал на чемпионате мира среди юношеских команд 2009 года в Нигерии, где в первом туре группового этапа сравнял счёт в поединке с юношеской сборной Бразилии.
Кэнъю Сугимото был включён в состав олимпийской сборной Японии на футбольной турнир Олимпийских игр 2012 года в Лондоне. Он провёл на этом соревновании четыре из семи матчей своей команды, появившись в основном составе лишь в игре с олимпийской сборной Гондураса.